# ТЭ (паровоз)
Паровозы серии ТЭ (тип 52 или BR 52) — немецкие военные паровозы, в большом количестве полученные СССР в качестве трофеев и по репарациям и эксплуатировавшиеся на железных дорогах СССР в 1940—1970-х годах.

## История
До 1920 года паровозы в Германии заказывались отдельными железными дорогами, что приводило к большой разнотипности локомотивного парка. Для наведения порядка Deutsche Reichsbahn были проведены работы по типизации и стандартизации паровозов. В 1925 году были введены единые для всех дорог двузначные номера, обозначавшие серию паровозов.
Паровоз тип 52 или BR 52 (советское обозначение ТЭ) был разработан в первой половине 1942 года в качестве «военного» паровоза (нем. Kriegslokomotive или Kriegslok). Основной задачей конструкторов было создание максимально дешёвого и технологичного, и в то же время надёжного и простого в обслуживании локомотива. При этом возможной длительностью эксплуатации разрешалось пренебречь — расчётный срок эксплуатации локомотива должен был составлять около 5 лет.
За основу была взята конструкция выпускавшегося с 1939 года паровоза тип 50, претерпевшая ряд изменений и упрощений в целях максимальной экономии ценных материалов (к примеру, для производства одного паровоза типа 52 требовалось всего 150 кг цветных металлов, в то время как его предшественник тип 50 требовал около 2,8 тонн).
Первый локомотив тип 52 был выпущен 12 сентября 1942 года на заводе Рейнметалл-Борзиг. В течение последующих трёх лет локомотивы этого типа активно строились на 13 заводах на территории Германии и ряда оккупированных ею европейских стран. Из общего государственного заказа в 8200 локомотивов было построено около 6200 машин.
Паровозы серии BR 52 имели номера в пределах 001 ÷ 7794, причём номера с 1850 по 2027 имели паровозы с тендер-конденсаторами завода Хеншель.
Ниже приведены данные о выпуске локомотивов тип 52 на немецких заводах в 1942—1945 годах (в порядке убывания количества выпущенных локомотивов):
- ЛОФАГ (LOFAG), Вена: 1053 шт
- Хеншель и сын АГ (Henschel), Кассель: 1050 шт
- Шварцкопф (Schwartzkopff), Берлин: 647 шт
- Краусс-Маффей (Krauss-Maffei), Мюнхен: 613 шт
- Рейнметалл-Борзиг (Rheinmetal-Borsig), Берлин: 542 шт
- Шихау (Schichau), Эльбинг: 505 шт
- Машиностроительный концерн МБА (Maschinenbau und Bahnbedarfs AG (MBA) formerly Orenstein & Koppel), Бабельсберг: 400 шт
- ДВМ Позен (DWM Posen), Познань: 314 шт (под обозначением Ty2)
- Кренау (Krenau), Верхняя Силезия: 264 шт
- Эслингенский машиностроительный завод (Maschinenfabrik Esslingen), Эслинген: 250 шт
- Юнг и Юнгенталь (Jung und Jungenthal), Кирхен (Зиг): 231 шт
- Шкода (Škoda), Пилсен: 153 шт
- Графенштаден (Grafenstaden), Страсбург: 139 шт

ИТОГО: 6161 шт (приблизительно)
Паровозы тип 52 активно использовались в Германии и на захваченных ею территориях, в том числе в значительном количестве — на оккупированных территориях СССР. Паровозы распределялись в транспортные дирекции рейха и военно-полевые команды. Локомотивы этого типа использовались в основном для тяги грузовых составов массой до 1200 т со скоростями 30—60 км/ч в дневное время.
53 локомотива тип 52 были проданы Германией Турции в 1943 году, об этом даже упоминается в романе Яна Флеминга «Из России с любовью»:

Три раза в неделю «Восточный экспресс» отправляется из Стамбула в Париж, покрывая по сверкающим стальным рельсам путь в полторы тысячи миль.
Как всегда, под ярким светом дуговых ламп во главе состава стоял длинный немецкий локомотив, который пыхтел, как дракон, умирающий от астмы. Казалось, что на каждый вздох машина тратит последние силы. Но следовал ещё один, потом ещё. Струйки пара, время от времени окутывающие состав, поднимались кверху и исчезали в тёплом августовском воздухе. «Восточный экспресс» был единственным поездом, который готовился к отправлению в гигантском ангаре центральной железнодорожной станции Стамбула. Остальные составы стояли без паровозов, пустые и заброшенные — ждали наступления утра. Лишь возле «Восточного экспресса» суетились те, кто готовил рейс в далёкое путешествие.
Паровозы данной серии поступали в СССР с 1943 года в качестве трофеев. В общей сложности за время Второй мировой войны в качестве трофеев и по репарациям, в распоряжение СССР поступило около 2200 таких паровозов, из которых в полностью исправном техническом состоянии находилось около 2000 машин. Подавляющее большинство локомотивов подверглось переделке под советскую колею 1524 мм. Некоторое количество машин, не переведённых на советскую колею, использовалось в приграничных областях СССР (в основном в Калининградской области). Ещё 36 паровозов Тип 52 в конце 1940-х годов были собраны на Ивано-Франковском паровозоремонтном заводе (западная Украина) из деталей повреждённых локомотивов (они получили номера начиная с 8001). Следует заметить, что в ГДР 200 паровозов были реконструированы и получили номера от 52 8001 до 52 8200; впрочем, эти паровозы в СССР не попадали, и потому (несмотря на схожие номера) их не следует путать с ТЭ.
В Советском Союзе паровозы получили обозначение ТЭ, что расшифровывается как «Трофейный, идентичный по характеристикам паровозу серии Э».
На железных дорогах западной части СССР паровозы ТЭ активно эксплуатировались вплоть до середины 1970-х годов, после чего большая часть была передана промышленным предприятиям. Во время эксплуатации в СССР паровозы серии ТЭ вызывали у советских железнодорожников весьма положительные отзывы. В качестве основного недостатка отмечалось падение мощности при использовании низкосортного угля. В обиходе паровозы серии ТЭ называли «Тэшками» или «Фрау».
В конце 1960-х годов ряд машин (порядка 700) был отправлен в страны Восточной Европы после обратной переделки на колею 1435 мм.

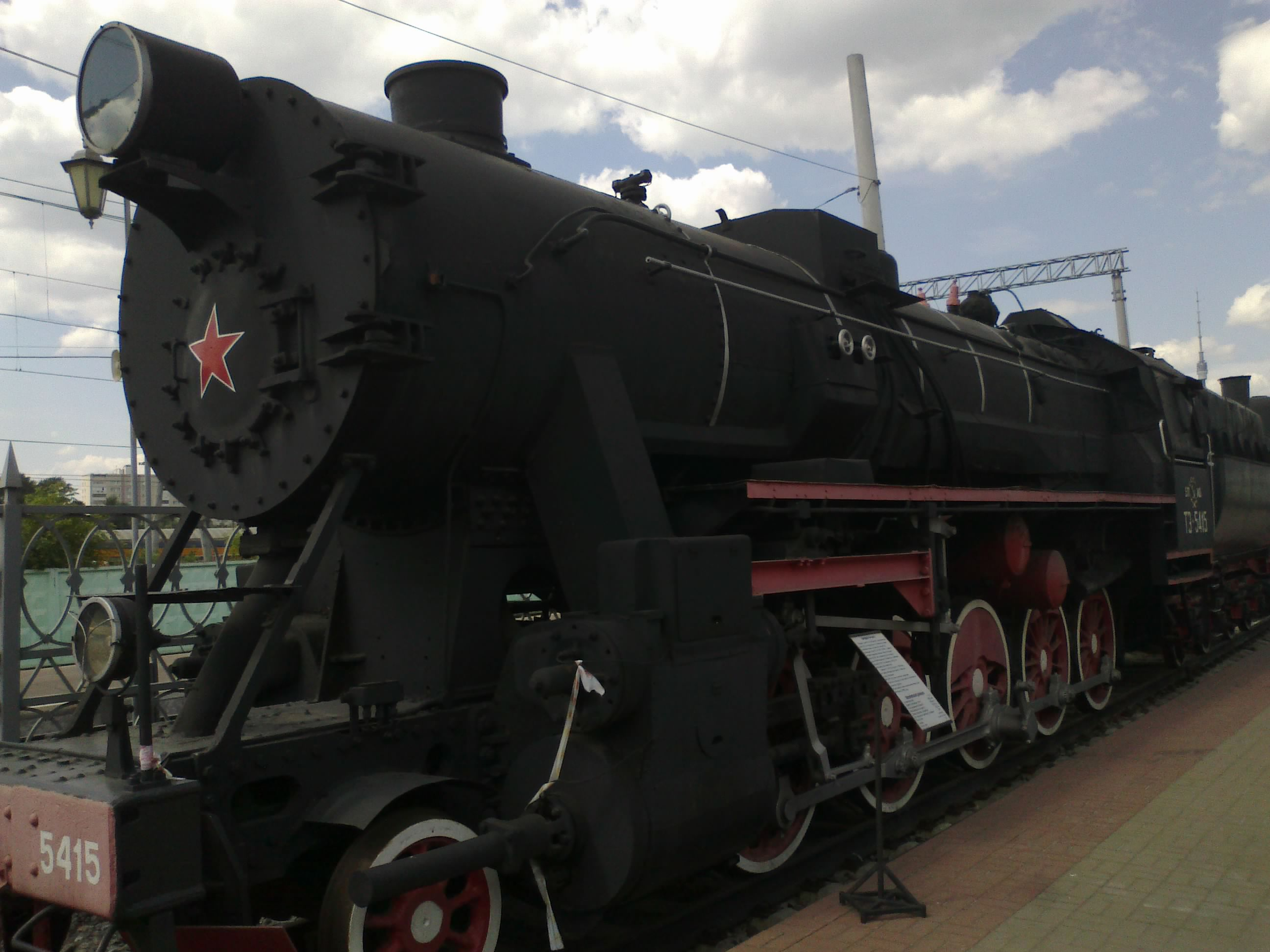
Паровоз ТЭ в железнодорожном музее на Рижском вокзале Москвы, 2014

## Конструкция паровоза серии ТЭ (BR 52)
Осевая формула — 1-5-0.

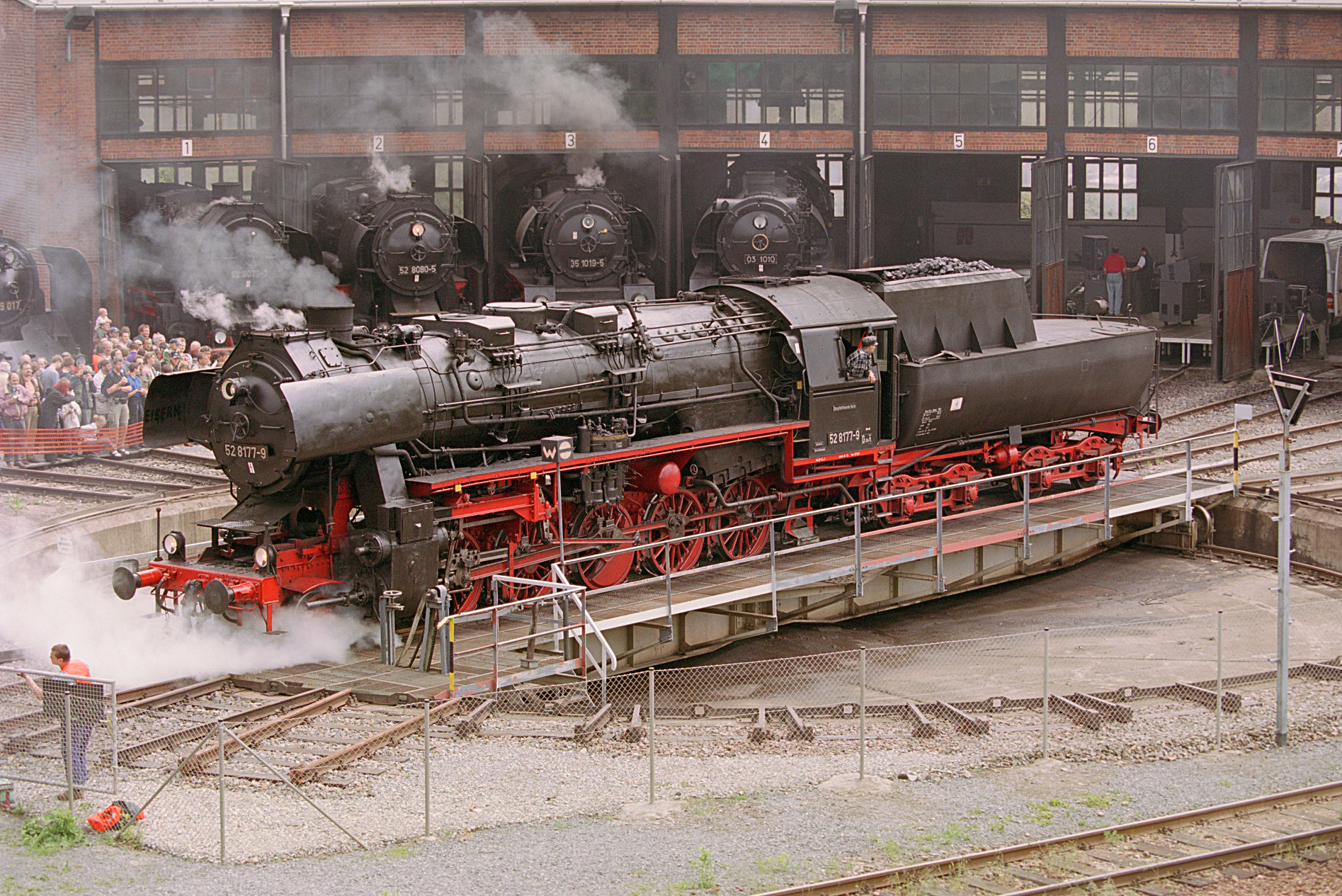
Паровоз BR 52 № 8177-9 в железнодорожном музее Дрездена (2003).

Локомотивная бригада — 2—3 человека.
Габаритные размеры паровоза: Высота от уровня головки рельс до верха дымовой трубы — 4400 мм, колёсная база паровоза — 9200 мм, длина с тендером (по буферам) — 22710 мм.
Будка паровоза закрытая. Котёл и цилиндры изолированы стекловатой. Водоочиститель и подогреватель питательной воды отсутствуют. При производстве крупногабаритных деталей широко использовалась ковочная штамповка и сварка.
Отличительной особенностью является малая площадь колосниковой решётки и малый объём топки (6,9 м³), что позволяло эксплуатировать паровоз на высокосортном угле, однако вызывало значительное снижение мощности при применении низкосортных угольных смесей, успешно использовавшихся на отечественных паровозах серий СО и Л.
С паровозами серии ТЭ использовались тендеры четырёх типов — К4Т26, К4Т30, К4Т32 и К4Т34. Последние две цифры наименования тендера соответствовали запасу воды в м³. На некоторых тендерах имелся специальный механизм, регулировавший тормозное нажатие в зависимости от оставшегося количества воды в тендере. Соединение будки с тендером закрывалось полотняным кожухом.
Подавляющее большинство паровозов тип 52, поступивших в СССР, были переделаны под советскую колею 1524 мм путём раздвижки колёсных центров. Кроме того, в конструкцию локомотивов был внесён ряд изменений, призванных облегчить их эксплуатацию в условиях СССР и повысить их срок службы:

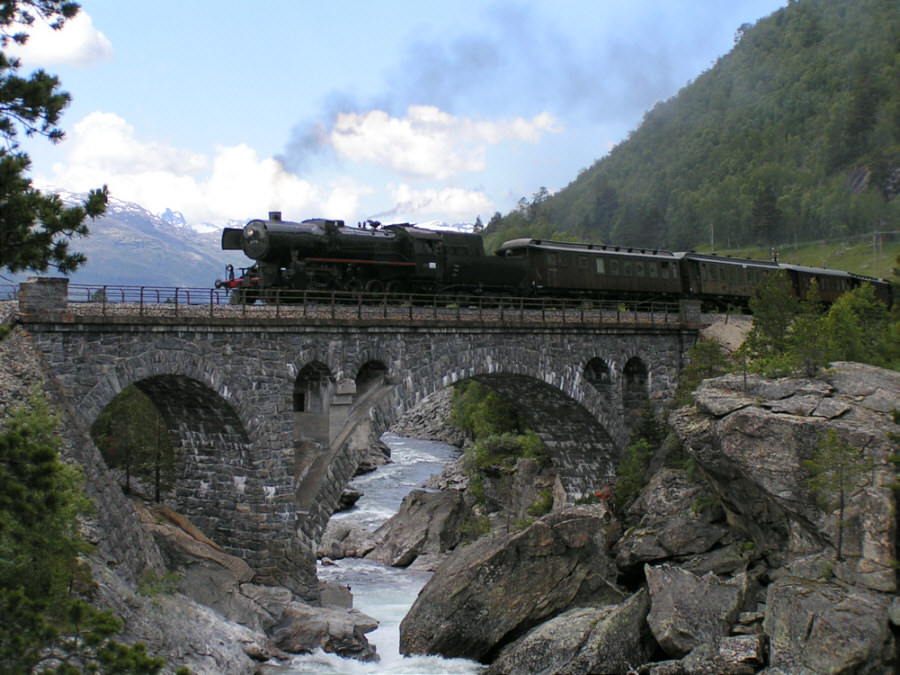
Паровоз NSB 63 во главе пассажирского поезда в Норвегии

- Были добавлены краны для промывки и продувки котла, циркуляционные трубы в топке, позволившие увеличить испаряющую поверхность нагрева котла.
- На паровоз устанавливались турбогенератор и паровоздушный насос советского производства.
- Была изменена конфигурация дымовой коробки (фронтонного листа) — старая стенка с одним большим люком удалялась, и на её место монтировалась новая, также имевшая большой люк, в нижней части которого был устроен малый люк.
- Буфера в большинстве случаев удалялись, монтировались сцепной механизм советского образца (автосцепка СА-3), стандартные прожектор над фронтонным листом дымовой коробки и буферные фонари, над будкой машиниста устанавливался световой фонарь.
- Часто несколько наращивалась дымовая труба.
- На правом крыле был устроен пожарный ящик.

Кроме того, проводился ещё ряд мелких изменений.
Часть паровозов была переведена на нефтяное (мазутное) отопление. Большинство машин отапливалось углём.

## Сохранившиеся экземпляры

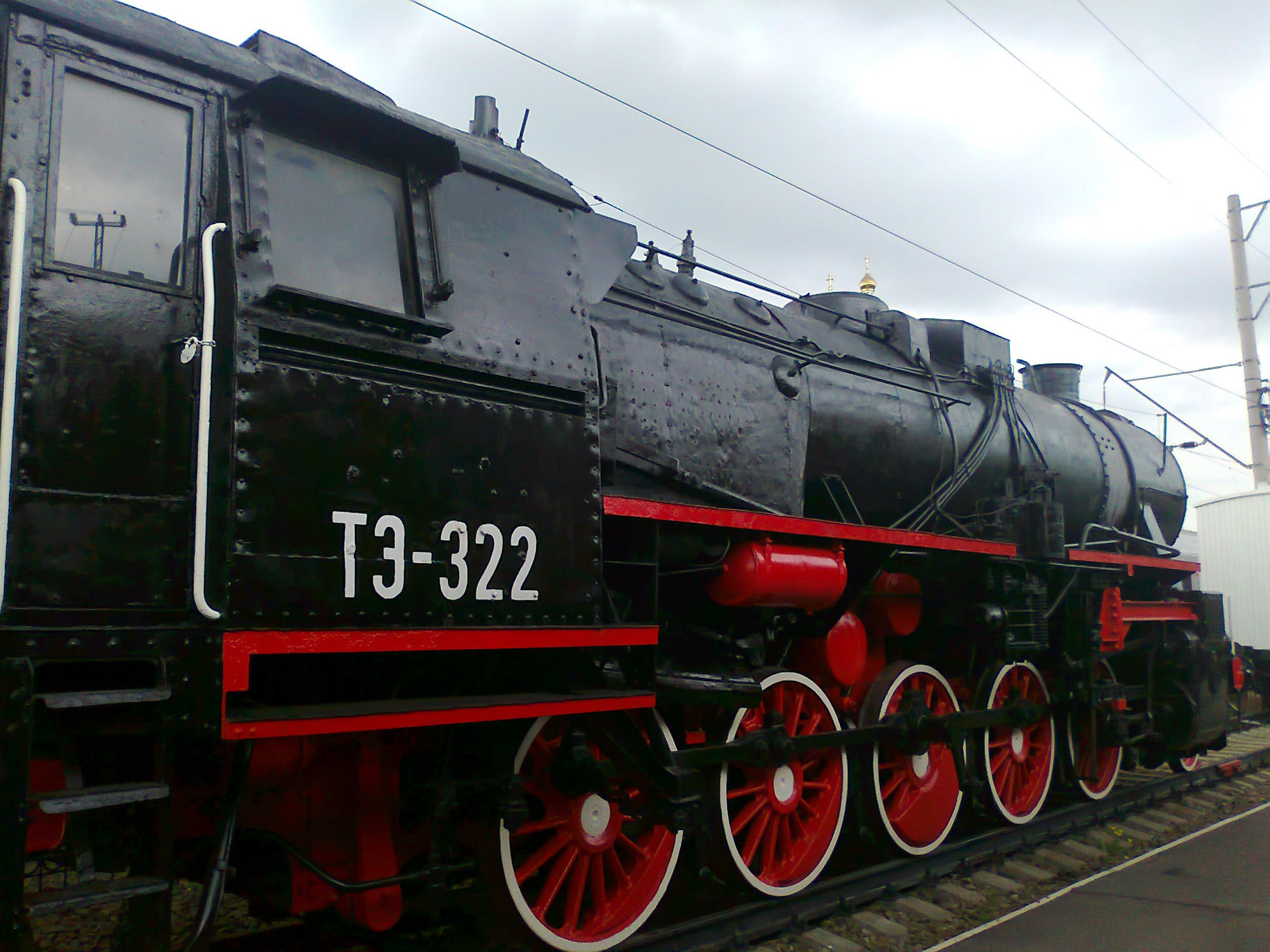
ТЭ-322 в Ростовском железнодорожном музее

К настоящему моменту в мире сохранилось более 300 локомотивов BR 52/ТЭ. Из них около 200 машин — в России и республиках бывшего СССР (большинство законсервированы, потенциально на ходу — около 15 паровозов).
В качестве музейных экспонатов паровозы серии ТЭ имеются в железнодорожных музеях Москвы, Санкт-Петербурга, Ростова-на-Дону, Калининграда, Тольятти, Нижнего Новгорода, Верхней Пышмы (Свердловская область), Бреста, Лыщиц (Белоруссия), Косьцежины (Польша), Риги (Латвия), Елгавы (Латвия), Ташкента (Узбекистан), Хаапсалу (Эстония), Хаапамяки (Финляндия), Шпайера (Германия) и Донецка (Украина). 1 марта 2016 года, после ремонта, снова растоплен паровоз ТЭ-3162.
Паровозы типа BR 52 имеются в железнодорожных музеях Веймара (Германия), Фрайбурга (Германия), Франкфурта (Германия), Лейпцига (Германия) и так далее.
В качестве памятников паровозы серии ТЭ установлены в Советске, Черняховске, Гусеве, Лунинце (Белоруссия) и Вильнюсе (Литва).